# Fun Lovin’ Criminals
Fun Lovin’ Criminals, często skrótowo nazywani FLC – nowojorska grupa muzyczna grająca alternatywny hip-hop oraz alternatywnego rocka. Styl muzyczny zespołu jest eklektyczny - składają się nań takie gatunki, jak hip-hop, rock, blues i jazz. Ich piosenki często traktują o życiu w mieście, nierzadko wyraźnie o Nowym Jorku i opowiadają o przestępczości, narkotykach, przemocy, biedzie oraz polityce. Wśród ich utworów znajdują się pozycje zarówno poważne, jak i humorystyczne czy satyryczne. Grupa jest znana prawdopodobnie przede wszystkim za ich hit Scooby Snacks.
W ojczyźnie FLC wytworzył się specyficzny rodzaj kultu zespołu, jednakże pozyskał on także wielu fanów w pozostałych częściach świata, głównie w północno-zachodniej Europie w czasie wydania dwóch pierwszych albumów w późnych latach dziewięćdziesiątych.

## Historia
Zespół został założony w 1993 roku przez Hugh Morgana, Briana Leisera i Steve’a Borgoviniego po tym, kiedy Leiser spotkał Morgana w klubie, w którym pracował z Borgovinim. Trio poczęło grać razem, gdy pewnego dnia zespół mający umówiony występ nie pojawił się na czas. Podczas jednego z takich zastępczych koncertów zostali zauważeni przez reprezentanta EMI, który zaproponował im kontrakt.
Ich debiutancki album, Come Find Yourself, został wydany w roku 1995 i mimo tego, iż w Stanach Zjednoczonych sprzedawał się kiepsko, poza granicami państwa okazał się hitem. Dzięki temu zagranicznemu sukcesowi kontrakt z zespołem został podtrzymany, więc, podczas napiętej trasy koncertowej, trio nagrało kolejny album - 100% Colombian, z którym sprawa miała się podobnie - choć odniósł on sukces za granicą, w kraju nie został tak dobrze przyjęty.
W roku 1999 Steve Borgovini opuścił zespół (po tym, jak, według Hueya, „troszkę mu odbiło i wyjechał do Peru”). Na jego miejsce, wstępnie do czasu powrotu Borgoviniego, został przyjęty Maxwell Jayson, pseud. „Mackie”. Trzeci studyjny album zespołu, Loco, został wypuszczony na początku roku 2001 i w tym czasie było już pewne, że Borgovini nie powróci, więc zdecydowano się na znalezienie stałego zań zastępstwa, tak więc do zespołu dołączył Mark Reid z Leicesteru w Wielkiej Brytanii, który początkowo pracował jako technik Mackiego.
Zespół trwa w tym składzie do dziś i choć jego kolejne albumy nie osiągnęły takiego sukcesu, jak te pierwsze, grupa czasami koncertuje i nagrała nowy materiał, który ma znaleźć się na ich najnowszym albumie, którego premiera została zaplanowana na ten rok.

## Muzyka
Come Find Yourself, pierwszy album zespołu, został wydany w roku 1995 przez Capitol Records i zawierał utwór Scooby Snacks, największy hit zespołu po dziś dzień. Na tenże składały się sample z filmów Quentina Tarantino przeplatane rapowanymi zwrotkami i śpiewanym refrenem.
Tematyka tego albumu jest skupiona na Nowym Jorku - składają się nań piosenki o pociągu L (Bombin' The L), Coney Island (Coney Island Girl) i szefie mafii, Johnie Gottim (King Of New York), a i w pozostałych piosenkach znaleźć można wiele odniesień do tego miasta.
W związku z sukcesem albumu ponownie wydano singel Scooby Snacks, który sprzedawał się lepiej, niż za pierwszym razem.
100% Colombian, wydany w 1998 przez Virgin Records, miał bardziej surowe brzmienie i zawierał trzy szybkie i kilka wolniejszych kawałków, m.in. Love Unlimited - piosenkę ku czci Barry’ego White’a. Zawarty na tej płycie utwór Korean Bodega został drugim (po Scooby Snacks) najlepiej sprzedającym się singlem zespołu.
Wydany w roku 1999 przez EMI lounge'owy album Mimosa składający się z alternatywnych, często spokojniejszych wersji utworów FLC mimo tego, iż sprzedawał się całkiem dobrze, przez kilka lat pozostawał najsłabiej sprzedającym się albumem grupy.
Dwa lata później, ponownie w wytwórni EMI, zespół wypuścił album Loco, który zawierał wyłącznie nowe piosenki włączając w to tytułową Loco, która okazała się wielkim hitem i jako singiel zapewniła albumowi świetną sprzedaż.
Ostatnim albumem wypuszczonym w roku 2002 w ramach EMI była kompilacja typu „the best of” zatytułowana Bag Of Hits. Została ona wypuszczona zarówno w wersji jedno-, jak i dwupłytowej (druga płyta zawierała remiksy piosenek FLC w wykonaniu innych artystów). EMI opublikowała ten album wbrew woli zespołu, który nie był zadowolony z dwupłytowej wersji albumu, jednak pomimo niezadowolenia FLC album ten trafił na wysokie miejsca list przebojów.
Po zerwaniu kontraktu z EMI muzycy przeszli do wytwórni Sanctuary Records z Wielkiej Brytanii, gdzie wypuścili swój czwarty studyjny, a w sumie szósty album, Welcome To Poppy's. Mimo tego, że otrzymał on solidne, choć nie wspaniałe, recenzje krytyków muzycznych nie powtórzył on komercyjnego sukcesu poprzednich albumów.
Wydawnictwo EMI wydało na kolejnych dwóch albumach dotychczas niepublikowane utwory zespołu, ale sam zespół nie wydał niczego nowego aż do roku 2005, kiedy to nagrali oni Livin' In The City, wciąż pod szyldem Sanctuary Records. Podobnie, jak ich debiutancki album i ten był swego rodzaju odą do Nowego Jorku; w tytułowym utworze powtarzane są słowa: „I love livin' in the city, give it up for New York City!"

## Dyskografia

### Albumy studyjne
- Come Find Yourself (1996)
- 100% Colombian (1998)
- Loco (2001)
- Welcome to Poppy's (2003)
- Livin' In The City (2005)
- Classic Fantastic (2010)

### Kompilacje
- Mimosa (1999)
- Bag of Hits (2002)
- Scooby Snacks: The Collection (2003)
- A's, B's and Rarities (2004)
- Another Mimosa (2019)

### EP
- Fun Lovin’ Criminals (1995)

### Single
Z Come Find Yourself:
- The Grave And The Constant EP (1996)
- Scooby Snacks (1996)
- The Fun Lovin' Criminal (1996)
- King Of New York (1997)

Z Mimosa / Come Find Yourself:
- I'm Not In Love / Scooby Snacks (1997)

Z 100% Colombian:
- Love Unlimited (1998)
- Big Night Out (1998)
- Korean Bodega (1999)

Z Loco:
- Loco (2001)
- Bump / Run Daddy Run (2001)

Z Welcome To Poppy's:
- Too Hot (2003)
- Beautiful (2003)

Z Livin' In The City:
- Mi Corazon (2005)

## Zewnętrzne odnośniki
- DiFontaine Fansite Forum dyskusyjne o FLC
- FLCNYC. flcnyc.co.uk. [zarchiwizowane z tego adresu (2012-04-15)]. Strona fanowska zawierająca informacje o koncertach, zdjęcia i forum dyskusyjne